# Вишній Казимир
Вишній Казимир (словац. Vyšný Kazimír), до 1992 р. Руський Казимир (словац. Ruský Kazimír)  — село в Словаччині, у Врановському окрузі Пряшівського краю. Розташоване в північній частині східної Словаччини в долині притоки р. Ондави.
Уперше згадується у 1363 році як «Kazmer Rutinicalias».

## Пам'ятки
У селі є греко-католицька церква святої Параскеви-великомучениці в стилі бароко (1780).

## Населення
| Рік:            | 1994. | 2004.    | 2014.   | 2024.   |
| --------------- | ----- | -------- | ------- | ------- |
| Кількість осіб: | 193   | 213      | 196     | 190     |
| Різниця:        |       | +10,36 % | -7,98 % | -3,06 % |

| Рік:            | 2023. | 2024. |
| --------------- | ----- | ----- |
| Кількість осіб: | 190   | 190   |
| Різниця:        |       | +0 %  |

В селі проживає 202 осіб.
Національний склад населення (за даними перепису 2001 року):
- словаки — 100,0%

При переписі населення в 1920 р. в селі проживало 169 осіб, при чому до «руської» національності віднеслось 148 а до словацької 18 осіб, 3 особи були чужинцями.
Склад населення за приналежністю до релігії станом на 2001 рік:
- греко-католики — 76,06%,
- римо-католики — 21,60%,
- протестанти — 0,94%,
- православні — 0,47%,
- не вважають себе віруючими або не належать до жодної вищезгаданої церкви- 0,47%